# Peter Klerks
Petrus Paulus Henricus Maria (Peter) Klerks (Tilburg, 25 maart 1958) is een Nederlands politicoloog.
Klerks woont sinds 1979 in Amsterdam en studeerde daar sociologie en politicologie. In de jaren tachtig richtte hij samen met Eveline Lubbers het aan de kraakbeweging gerelateerde Buro Jansen & Janssen op dat onderzoek deed naar het werk van de BVD.
In 1989 publiceerde hij Terreurbestrijding in Nederland.
Eind jaren 80 richtte Klerks zich op onderzoek naar rellenbestrijding in Nederland. Hierbij raakte hij tijdens een demonstratie gewond.
Klerks zat van 2002 tot 2004 namens de Partij van de Arbeid in de gemeenteraad van Amsterdam. Tegenwoordig is hij lector Criminaliteitsbeheersing en Recherchekunde aan de Nederlandse Politieacademie. Hij is raadadviseur bij het Openbaar Ministerie.
In 2019 gaf Klerks het boek Door leugens verleid uit.